# Эриопида
Эриопида (др.-греч. Ἐριῶπις) — имя ряда персонажей древнегреческой мифологии:
- дочь Аполлона и Арсинои[1][2];
- жена Анхиса, мать Гипподамии[3];
- жена[греч.] царя Локриды Оилея, мать Аякса Малого[4] (по данным схолиаста «Илиады», дочь Ферета)[5];
- дочь Ясона и Медеи[6][7].